# Sao nguyên soái

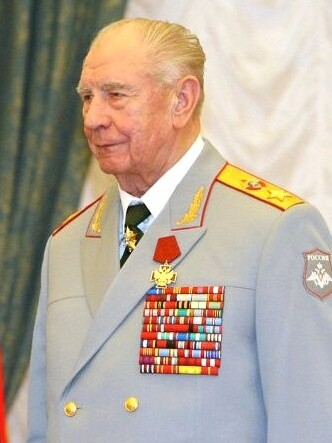
Nguyên soái Liên Xô Dmitry Yazov với ngôi sao nguyên soái lớn cài trên đỉnh cà vạt.

Ngôi sao nguyên soái (tiếng Nga: маршальская звезда) là một vật dụng trang sức bổ sung cho trang phục các nguyên soái và đại tướng của Lực lượng vũ trang Liên Xô, và sau đó là Liên bang Nga. Sao nguyên soái trước năm 1955 được đeo dưới cổ áo lễ phục, về sau được cài trên đỉnh cà vạt trên lễ phục. Có hai loại ngôi sao nguyên soái với kích thước khác nhau, được chế tác dưới dạng một ngôi sao năm cánh bằng vàng và bạch kim khảm kim cương. Loại lớn được dùng cho cấp bậc Nguyên soái Liên Xô và Đô đốc Hải quân Liên Xô, loại nhỏ sử dụng cho các cấp bậc Chánh nguyên soái và Nguyên soái binh chủng, Đại tướng lục quân, Đô đốc hạm đội.
Sao nguyên soái là phụ kiện trang sức quân sự tương ứng với gậy thống chế. Sau khi người sở hữu qua đời, ngôi sao nguyên soái của họ sẽ được trả lại cho quỹ kim cương để tái sử dụng.
Tại Nga, từ năm 2013, trên các cấp hiệu cầu vai mới dành cấp bậc Đại tướng (lục quân và không quân), Đô đốc hạm đội (hải quân), có sử dụng biểu tượng ngôi sao nguyên soái lớn, tương tự cấp hiệu Đại tướng Liên Xô / Nga từ đầu thập niên 1970 đến năm 1997.

## Người nhận
Ban đầu, chỉ có một loại sao nguyên soái lớn, dùng để trao cho các Nguyên soái Liên Xô và Đô đốc Hạm đội Liên Xô. Về sau, các ngôi sao nguyên soái loại nhỏ đã được trao cho các Chánh nguyên soái và Nguyên soái binh chủng, Đô đốc hạm đội và Đại tướng lục quân của lực lượng vũ trang Liên Xô.

## Ngôi sao nguyên soái lớn

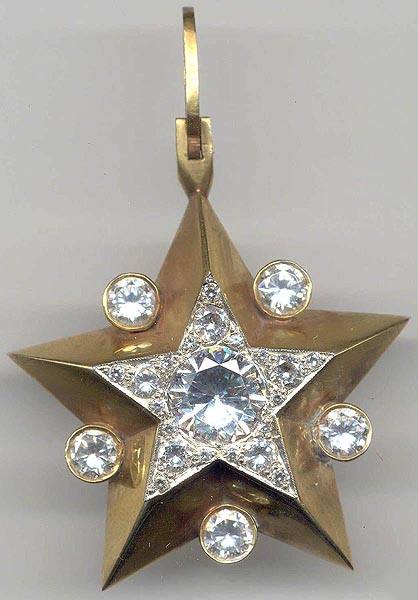
Ngôi sao nguyên soái lớn

Lịch sử sử dụng "Ngôi sao nguyên soái lớn" như sau:
- Kể từ ngày 2 tháng 9 năm 1940, cấp cho các Nguyên soái Liên Xô
- Kể từ ngày 3 tháng 3 năm 1955, cấp cho các Đô đốc Hạm đội Liên Xô
- Kể từ năm 1993, cấp cho các Nguyên soái Liên bang Nga

Chúng có hình dạng là một ngôi sao năm cánh bằng vàng với các cánh sao được vuốt nhọn mặt trước. Ở trung tâm là một ngôi sao năm cánh bằng bạch kim khảm kim cương. Viên kim cương khảm ở trung tâm có trọng lượng là 2,62 carat. Trên cánh sao được khảm 25 viên kim cương nặng tổng cộng 1,25 carat. Giữa các cánh sao có khảm thêm 5 viên kim cương nặng tổng cộng 3,06 carat. Đường kính của ngôi sao vàng là 44,5 milimét (1,75 in) và các ngôi sao bạch kim là 23 milimét (0,91 in). Ngôi sao có độ dày 8 milimét (0,31 in).
Ngôi sao nguyên soái có một khoen cài trên đỉnh sao có kích thước 14 milimét (0,55 in). Một dảy ruy băng moire có bề ngang 25 milimét (0,98 in) được dùng để treo ngôi sao nguyên soái. Tổng trọng lượng của ngôi sao nguyên soái lớn là 36,8 gam (1,30 oz). Khoảng 200 ngôi sao nguyên soái loại lớn đã được sản xuất.

### Liên bang Nga
Trong các lực lượng vũ trang của Liên bang Nga, ngôi sao nguyên soái lớn là vật dụng xác định cho cấp bậc Nguyên soái Liên bang Nga cho đến ngày 21 tháng 1 năm 1997.

## Ngôi sao nguyên soái nhỏ

### Liên Xô

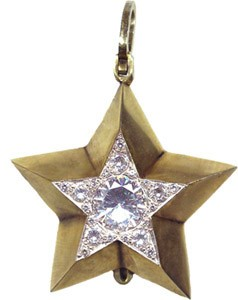
Ngôi sao nguyên soái nhỏ.

Lịch sử sử dụng "Ngôi sao nguyên soái nhỏ" như sau:
- Kể từ ngày 27 tháng 2 năm 1943, cấp cho các cấp bậc[3]: 
  - Nguyên soái pháo binh, Nguyên soái hàng không và Nguyên soái thiết giáp.
- Kể từ ngày 20 tháng 3 năm 1944, cấp cho các cấp bậc: 
  - Nguyên soái thông tin liên lạc và Nguyên soái kỹ thuật
- Kể từ ngày 5 tháng 6 năm 1962, cấp cho các Đô đốc hạm đội
- Kể từ ngày 1 tháng 11 năm 1972, cấp cho cấp bậc Đại tướng lục quân

Không có văn bản chính thức nào liên quan đến việc sử dụng "ngôi sao nguyên soái nhỏ" cho các Chánh nguyên soái binh chủng. Tuy nhiên, sau khi thăng cấp từ "Nguyên soái binh chủng" thành "Chánh nguyên soái binh chủng", các nguyên soái binh chủng vẫn tiếp tục sử dụng ngôi sao nguyên soái nhỏ.
Ngôi sao nguyên soái nhỏ có hình dạng một ngôi sao vàng năm cánh với các cánh sao được vuốt cạnh ở phía trước. Ở trung tâm ngôi sao vàng là một ngôi sao năm cánh nhỏ hơn làm bằng bạch kim. Ở trung tâm của ngôi sao bạch kim có khảm một viên kim cương 2.04 carat. Trong các cánh của ngôi sao bạch kim có 25 viên kim cương 0,91 cara. Đường kính của ngôi sao vàng là 42 milimét (1,7 in) với tổng trọng lượng là 35,1 gam (1,24 oz). Ngôi sao nguyên soái nhỏ được được treo bằng một dải ruy băng moire giống như ngôi sao nguyên soái lớn. Khoảng 370 ngôi sao nguyên soái nhỏ đã được sản xuất.

### Liên bang Nga
Trong lực lượng vũ trang của Liên bang Nga, ngôi sao nguyên soái nhỏ là vật dụng xác định cho cấp bậc Đại tướng lục quân và Đô đốc hạm đội cho đến ngày 21 tháng 1 năm 1997.

## Ruy băng
Ruy băng treo cho ngôi sao nguyên soái Liên Xô bằng satin màu đỏ. Đối với các ngôi sao nguyên soái nhỏ, tùy theo binh chủng sẽ có màu sắc khác nhau: màu vàng cho pháo binh, xanh nhạt cho hàng không, đỏ tía cho thiết giáp, đỏ thẫm cho kỹ thuật, xanh dương cho thông tin liên lạc và màu lam cho hải quân.